# Siamo di un altro pianeta
Siamo di un altro pianeta è un singolo del cantante e rapper italiano Random, pubblicato il 25 giugno 2021.

## Tracce
1. Siamo di un altro pianeta – 3:01